# ایوان ایوانوف (وزنه‌بردار)
ایوان ایوانوف (بلغاری: Иван Иванов Иванов؛ زادهٔ ۲۷ اوت ۱۹۷۱) وزنه‌بردار اهل بلغارستان بود.
وی در مسابقات کشوری و بین‌المللی در مجموع برندهٔ ۲۷ مدال طلا، ۷ مدال نقره، ۵ مدال برنز شده‌است.